# Dorus de Vries
Dorus de Vries (Beverwijk, 29 dicembre 1980) è un ex calciatore olandese, di ruolo portiere.

## Carriera

### Paesi Bassi
Dorus de Vries è cresciuto nel Beverwijk, una squadra della sua città natale. Ma la sua carriera professionistica ha avuto inizio nel 1999, quando passò al Telstar, squadra con cui debuttò nella stagione 1999-2000 di Eerste Divisie, la seconda serie olandese. Nel 2003 de Vries passò all'ADO Den Haag, squadra della più blasonata Eredivisie.
Nella nuova squadra, de Vries iniziò ad essere usato come riserva di Roland Jansen, ma nella stagione 2004-05 riuscì ad ottenere il posto da titolare. Tutto questo però ebbe breve durata a causa dell'arrivo in prestito del portiere ceco Jaroslav Drobný e della successiva volontà della dirigenza a non offrirgli un nuovo contratto.

### Dunfermline Athletic
Nell'estate del 2006, dopo un periodo di prova, de Vries firmò un contratto annuale con il Dunfermline Athletic, squadra militante nella Scottish Premiership. Il debutto con la maglia dei Pars fu un pareggio per 0-0 contro l'Ayr United, partita del secondo turno della Scottish League Cup, parando un rigore e portando la partita ai supplementari, la quale venne vinta ai calci di rigore.
L'11 maggio 2007, de Vries deviò un calcio piazzato dell'Inverness Caledonian Thistle nella sua stessa porta, autogol che portò alla sconfitta per 2-1 e che riportò il Dunfermline in Scottish League One, dopo sette anni di fila nella maggiore serie scozzese. Al termine della gara, l'allenatore Stephen Kenny si rifiutò di dare le colpe a de Vries per la retrocessione, dichiarando invece che non si può attribuire alcuna colpa a lui perché è stato fantastico durante la stagione. La sua ultima partita fu la finale di Scottish Cup del 2007, partita persa per 1-0 contro il Celtic.

### Swansea City
Al termine del contratto con il Dunfermline Athletic, de Vries firmò un contratto biennale con lo Swansea City il 6 luglio 2007. Nella sua prima stagione con il club gallese, Dorus riuscì a vincere la League One, giocando come portiere titolare.
Nella stagione 2009-10, de Vries riuscì a battere il record di squadra di clean-sheet, fino ad allora detenuto da Roger Freestone con 22 partite in una singola stagione senza subire un gol, grazie alla vittoria per 3-0 contro lo Scunthorpe United. De Vries finì la stagione con 25 partite a porta inviolata, vincendo agevolmente il Guanto d'Oro della Football League Championship.
La stagione seguente de Vries riuscì a portare lo Swansea alla vittoria dei playoff di Champinship ai danni del Reading, portando così lo Swansea in Premier League, primo club non inglese a compiere questa impresa. Inizialmente de Vries dichiarò di voler rimanere allo Swansea nella loro prima stagione di Premier League. Nonostante le sue dichiarazione, rifiutò il prolungamento di contratto che gli venne offerto e decise di firmare per il Wolverhampton Wanderers.

### Wolverhampton Wanderers
Il 22 giugno 2011 il contratto di de Vries con il Wolverhampton Wanderers divenne ufficiale, facendo diventare il portiere olandese un membro dei Wolves per tre anni. Ai Wolves de Vries giocò principalmente nelle coppe, mentre in campionato divenne la riserva del portiere titolare Wayne Hennessey. Il suo debutto avvenne il 23 Agosto 2011 nella vittoria per 4-0 nella partita di League Cup giocata contro il Northampton Town.
Quando, nell'Aprile del 2012, Hennessey si strappò il legamento crociato del ginocchio, de Vries venne chiamato a sostituirlo, riuscendo in questo modo a debuttare in Premier League. Tuttavia, in questa fase del campionato i Wolves erano in zona retrocessione e la sconfitta per 0-2 contro i futuri campioni del Manchester City proprio nel giorno del suo debutto, fece matematicamente retrocedere la squadra in Championship. De Vries giocò comunque tutte le rimanenti partite della stagione, compresa una sfida contro la sua vecchia squadra, lo Swansea, match prima del quale dichiarò di non avere nessun rimpianto nell'aver lasciato gli Swans; durante la gara, ricevette una tiepida accoglienza dai tifosi dello Swansea, partita che finì 4-4.
Dopo la retrocessione, de Vries finì nel mirino del Liverpool grazie all'arrivo sulla panchina dei Reds del suo vecchio allenatore Brendan Rodgers, ma l'offerta di 500.000 sterline venne rifiutata. Con Hennessey ancora ai box per infortunio, il nuovo allenatore del Wolverhampton Ståle Solbakken decise di far partire titolare il portiere Carl Ikeme. L'unica gara dove de Vries partì titolare fu una partita di League Cup, persa per 6-0 contro il Chelsea. A fine Ottobre Solbakken ammise di aver avuto un duro scambio di idee con de Vries dovuta alla mancanza di opportunità per il portiere olandese.
Per la seconda stagione consecutiva, le chance di de Vries di poter giocare arrivarono grazie agli infortuni, quando a Marzo 2013 Ikeme si ruppe una mano colpendo una lavagna tattica nella sfida contro il Bristol City. Riuscì così a giocare in tutte le rimanenti partite, non riuscendo però ad aiutare la squadra a non retrocedere, nonostante la scelta di Dean Saunders come nuovo allenatore. Dopo la seconda retrocessione consecutiva, questa volta in League One, Saunders venne licenziato e al suo posto venne scelto Kenny Jackett, il quale subito disse che de Vries era libero di lasciare i Wolves a parametro zero, nel tentativo di snellire la squadra.

### Nottingham Forest
Il 3 luglio 2013, de Vries firma un contratto biennale con il Nottingham Forest, club di Championship che lo acquista così a parametro zero. Subito de Vries si accorge che non sarà facile per lui ottenere la maglia da titolare. Infatti inizialmente a de Vries viene assegnato il numero 29 di maglia.
Nella sua prima stagione al Nottingham Forest, de Vries fece da riserva al portiere titolare Karl Darlow fino al suo debutto con la maglia dei Reds il 21 aprile 2014, giocando per 80 minuti nella partita vinta per 2-0 contro il Leeds United. Dopo il suo debutto, de Vries dichiarò di voler fare buona impressione alla squadra, così da poter ambire al posto da titolare.
La seconda stagione si rivelò anch'essa molto complicata. Infatti de Vries giocò solo sei partite, di cui quattro in Championship e due nelle coppe, rispettivamente una in FA Cup e una in League Cup. Il suo rendimento non fu dei migliori, infatti il Forest perse cinque delle sei partite, tra le quali spicca l'inaspettata sconfitta per 1-0 contro il Rochdale nel terzo turno di FA Cup. Nonostante ciò, il 9 Febbraio 2014, la dirigenza del Forest decise di prolungare il contratto di de Vries per altri due anni.
Nella sua terza stagione con la maglia dei Reds, de Vries riesce finalmente a trovare la maglia da titolare e il numero 1 sulle spalle, grazie anche alla fine del prestito di Darlow. La sua prima partita da titolare nella stagione 2015-16 coincide con la prima partita di campionato, giocata al Falmer Stadium contro il Brighton & Hove, partita persa per 1-0.

## Statistiche

### Presenze e reti nei club
Statistiche aggiornate al 3 marzo 2018.
| Stagione                 | Squadra                  | Campionato               | Campionato | Campionato | Coppe nazionali | Coppe nazionali | Coppe nazionali | Coppe continentali | Coppe continentali | Coppe continentali | Altre coppe | Altre coppe | Altre coppe | Totale | Totale |
| Stagione                 | Squadra                  | Comp                     | Pres       | Reti       | Comp            | Pres            | Reti            | Comp               | Pres               | Reti               | Comp        | Pres        | Reti        | Pres   | Reti   |
| ------------------------ | ------------------------ | ------------------------ | ---------- | ---------- | --------------- | --------------- | --------------- | ------------------ | ------------------ | ------------------ | ----------- | ----------- | ----------- | ------ | ------ |
| 2003-2004                | ADO Den Haag             | ED                       | 18         | -29        | CO              | 0               | 0               | -                  | -                  | -                  | -           | -           | -           | 18     | -29    |
| 2004-2005                | ADO Den Haag             | ED                       | 31         | -47        | CO              | 1               | -2              | -                  | -                  | -                  | -           | -           | -           | 32     | -49    |
| 2005-2006                | ADO Den Haag             | ED                       | 20         | -39        | CO              | 0               | 0               | -                  | -                  | -                  | -           | -           | -           | 20     | -39    |
| Totale ADO Den Haag      | Totale ADO Den Haag      | Totale ADO Den Haag      | 69         | -115       |                 | 1               | -2              |                    | -                  | -                  |             | -           | -           | 70     | -117   |
| 2006-2007                | Dunfermline              | SPL                      | 23         | -34        | SC+CdL          | 5+2             | -1 + -2         | -                  | -                  | -                  | -           | -           | -           | 30     | -37    |
| 2007-2008                | Swansea City             | FL1                      | 46         | -42        | FACup+CdL       | 4+2             | -8 + -1         | -                  | -                  | -                  | FLT         | 6           | -3          | 58     | -54    |
| 2008-2009                | Swansea City             | FLC                      | 40         | -42        | FACup+CdL       | 3+3             | -4 + -1         | -                  | -                  | -                  | -           | -           | -           | 46     | -47    |
| 2009-2010                | Swansea City             | FLC                      | 46         | -37        | FACup+CdL       | 1+1             | -2 + -0         | -                  | -                  | -                  | -           | -           | -           | 48     | -39    |
| 2010-2011                | Swansea City             | FLC                      | 46+3       | -42 + -3   | FACup+CdL       | 0+2             | -1              | -                  | -                  | -                  | -           | -           | -           | 51     | -46    |
| Totale Swansea City      | Totale Swansea City      | Totale Swansea City      | 178+3      | -163 + -3  |                 | 16              | -17             |                    | -                  | -                  |             | 6           | -3          | 203    | -186   |
| 2011-2012                | Wolverhampton            | PL                       | 4          | -8         | FACup+CdL       | 2+3             | -1 + -5         | -                  | -                  | -                  | -           | -           | -           | 9      | -14    |
| 2012-2013                | Wolverhampton            | FLC                      | 10         | -17        | FACup+CdL       | 0+1             | -6              | -                  | -                  | -                  | -           | -           | -           | 11     | -23    |
| Totale Wolverhampton     | Totale Wolverhampton     | Totale Wolverhampton     | 14         | -25        |                 | 6               | -12             |                    | -                  | -                  |             | -           | -           | 20     | -37    |
| 2013-2014                | Nottingham Forest        | FLC                      | 3          | -6         | FACup+CdL       | 2+3             | -3 + -4         | -                  | -                  | -                  | -           | -           | -           | 8      | -13    |
| 2014-2015                | Nottingham Forest        | FLC                      | 4          | -7         | FACup+CdL       | 1+1             | -1 + -3         | -                  | -                  | -                  | -           | -           | -           | 6      | -11    |
| 2015-2016                | Nottingham Forest        | FLC                      | 45         | -46        | FACup+CdL       | 2+1             | -1 + -4         | -                  | -                  | -                  | -           | -           | -           | 48     | -51    |
| ago. 2016                | Nottingham Forest        | FLC                      | 1          | 0          | FACup+CdL       | 0               | 0               | -                  | -                  | -                  | -           | -           | -           | 1      | 0      |
| Totale Nottingham Forest | Totale Nottingham Forest | Totale Nottingham Forest | 53         | -59        |                 | 10              | -16             |                    | -                  | -                  |             | -           | -           | 63     | -75    |
| ago. 2016-2017           | Celtic                   | SP                       | 2          | -2         | SC+CdL          | 0               | 0               | UCL                | 1                  | -7                 | -           | -           | -           | 3      | -9     |
| 2017-2018                | Celtic                   | SP                       | 6          | -2         | SC+CdL          | 2+0             | -2              | UCL+UEL            | 0+2                | -3                 | -           | -           | -           | 10     | -7     |
| 2018-2019                | Celtic                   | SP                       | 0          | 0          | SC+CdL          | 0+0             | 0               | UCL+UEL            | 0+0                | 0                  | -           | -           | -           | 0      | 0      |
| Totale Celtic            | Totale Celtic            | Totale Celtic            | 8          | -4         |                 | 2               | -2              |                    | 3                  | -10                |             | -           | -           | 13     | -16    |
| Totale carriera          | Totale carriera          | Totale carriera          | 345+3      | -400 + -3  |                 | 42              | -52             |                    | 2                  | -7                 |             | 7           | -6          | 399    | -468   |

## Palmarès

### Club

#### Competizioni nazionali
- Football League One: 1

Swansea City: 2007-2008
- Coppa di Lega scozzese: 2

Celtic: 2016-2017, 2017-2018, 2018-2019
- Campionato scozzese: 3

Celtic: 2016-2017, 2017-2018, 2018-2019
- Coppa di Scozia: 3

Celtic: 2016-2017, 2017-2018, 2018-2019
- Coppa di Lega scozzese: 1

Celtic: 2018-2019